# Peter Zelenský
Peter Zelenský (27 novembre 1958) è un ex calciatore cecoslovacco, di ruolo difensore.

## Carriera

### Club
Durante la carriera gioca per anni in patria, vincendo da protagonista il torneo cecoslovacco del 1983 - il primo e tutt'oggi l'unico nella storia del Bohemians Praga - e facendo un double con il successo nella Coppa Rappan. Termina la carriera giocando con la casacca del Gent, nella seconda divisione belga e con quella del Chur 97, nelle divisioni minori del calcio svizzero.

### Nazionale
Il 6 ottobre 1982 esordisce contro la Svezia (2-2). Gioca altri 14 incontri fino al 1985.

## Palmarès

### Club

#### Competizioni nazionali
- Campionato cecoslovacco: 1

Bohemians Praga: 1982-1983

#### Competizioni internazionali
- Coppa Piano Karl Rappan: 2

Bohemians Praga: 1983, 1984